# Obrovice

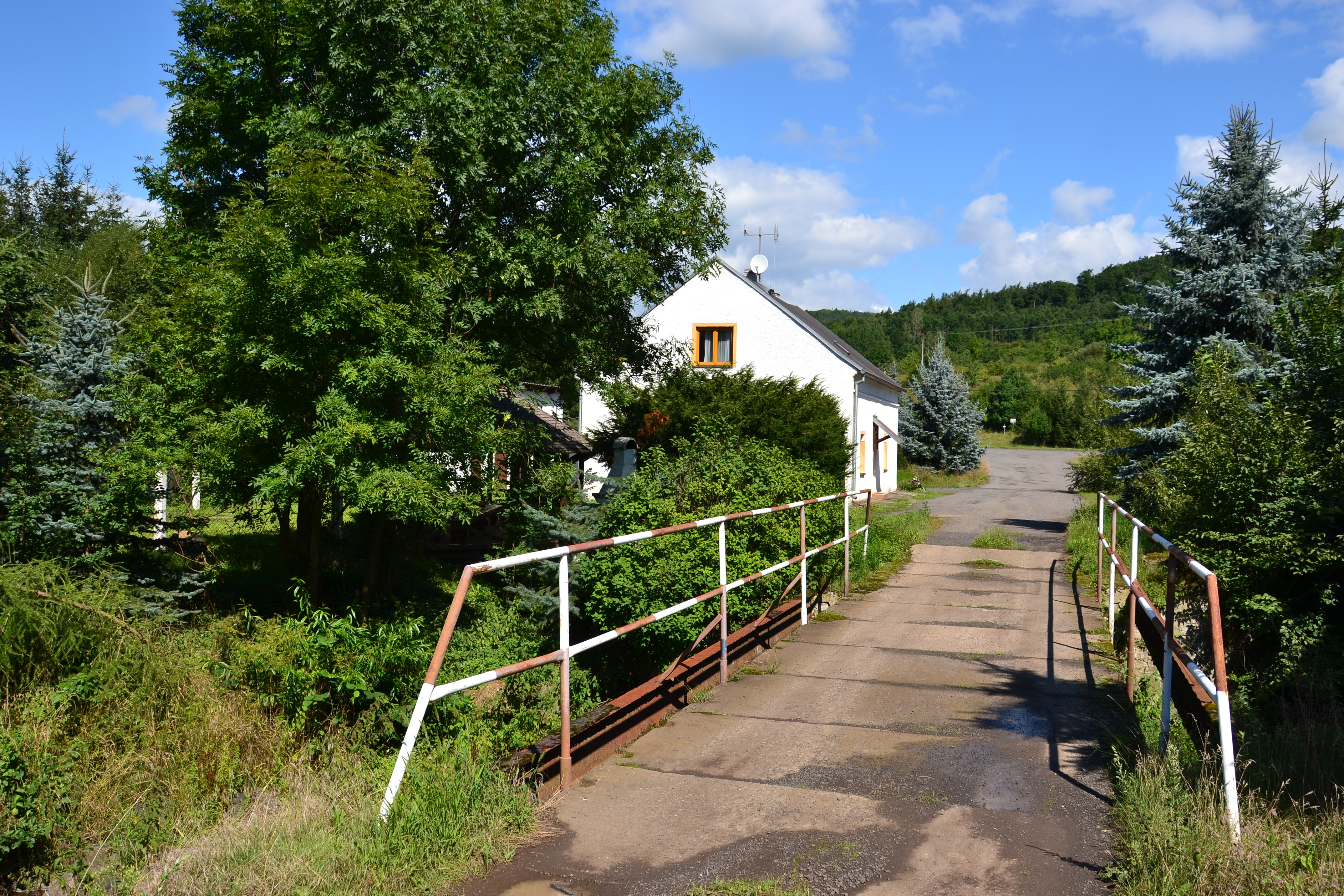
Brücke über die Liboc

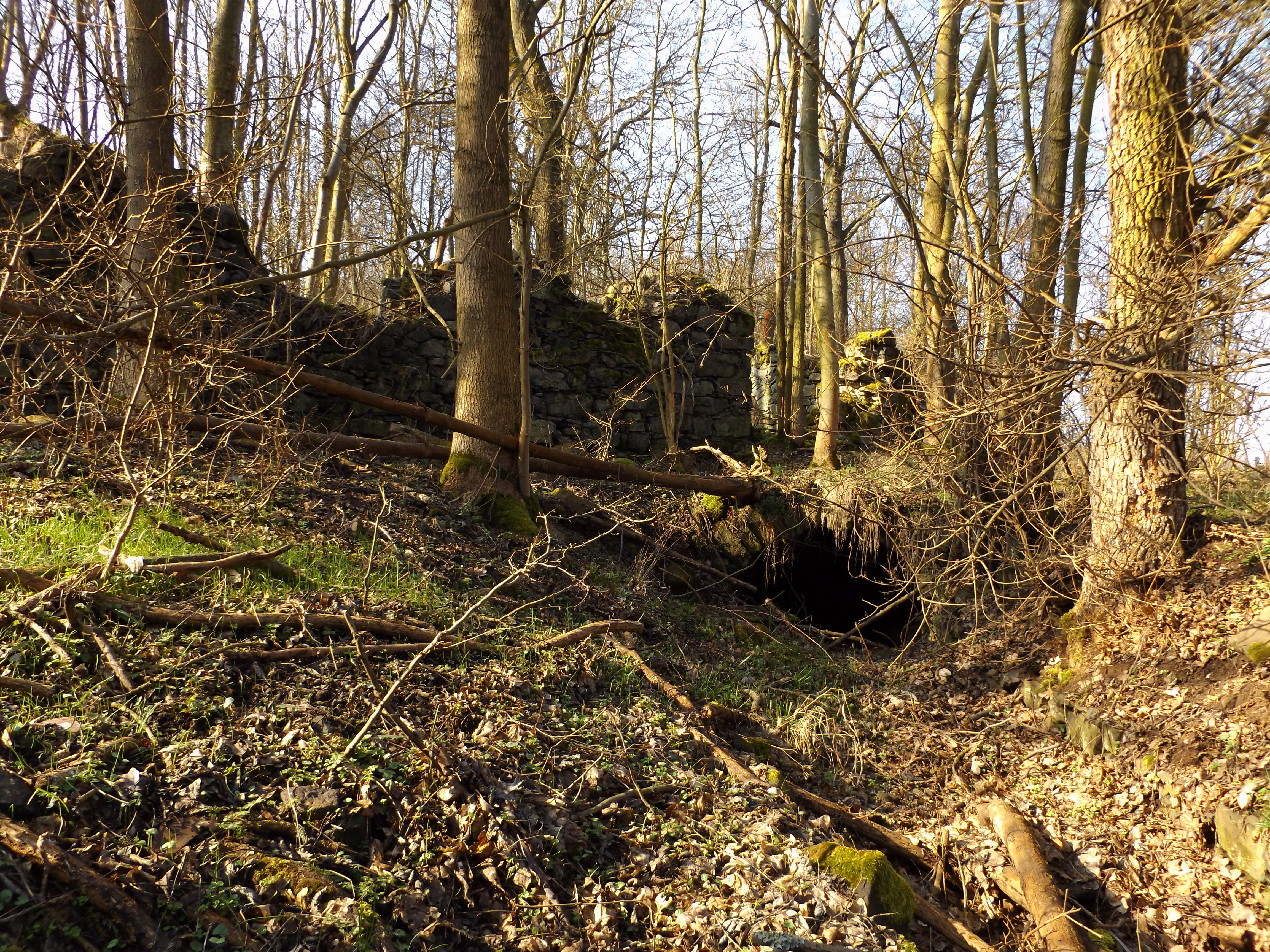
Ruine der Unteren Mühle

Obrovice (deutsch Wobern) ist ein Ortsteil der Gemeinde Radonice (Radonitz) in Tschechien. Das weitgehend erloschene Dorf liegt zwölf Kilometer südwestlich von Kadaň (Kaaden) und gehört zum Okres Chomutov.

## Geographie
Das ehemalige Platzdorf Obrovice befindet sich am östlichen Fuße des Duppauer Gebirges im Tal der Liboc (Aubach). Obrovice ist zu drei Seiten vom Truppenübungsplatz Hradiště umgeben; gegen Nordwesten liegt auf dem Militärgebiet ein Hubschrauberlandeplatz. Nördlich erheben sich der Kožený vrch (549 m n.m.) und der Kočičí vrch (513 m n.m.), im Südosten der Sedlecký kopec (457 m n.m.), südlich der V Pastvinách (Toter Mann; 527 m n.m.) und der U Křížku (421 m n.m.), im Südwesten die Obrovická hora (Woberner Berg bzw. Wetterberg; 604 m n.m.), der Janský vrch (Johannisberg; 714 m n.m.) und der Trmovský vrch (Dürmauler Berg; 744 m n.m.), westlich der Huseň (Hussen; 762 m n.m.) sowie im Nordwesten die Složiště (Legerberg; 776 m n.m.), der Kozlovský kopec (Koslauer Höhe; 700 m n.m.) und der Malešský kopec (Mohlischner Berg; 588 m n.m.).
Nachbarorte sind Háj (Gehae) und Ždov (Gestob) im Nordosten, Vojnín (Wohnung) und Kadaňský Rohozec (Böhmisch Rust) im Osten sowie Sedlec u Radonic (Zettlitz) und Arnoštov (Ernestihof) im Südosten. Auf dem Militärgebiet liegen folgende Wüstungen: im Norden Blatenský Dvůr (Plattenhof), Růžová (Rosengarten) und Ratiboř (Rodbern), südlich Tureč (Turtsch), im Südwesten Kyselka (Sauerbrunn) und Trmová (Dürmaul), westlich Hluboká (Tiefenbach) und Žebletín (Sebeltitz) sowie im Nordwesten Velký Dvůr (Großhof), Žďár (Saar) und Maleš (Mohlischen).

## Geschichte
Die erste urkundliche Erwähnung von Obrowicz erfolgte 1318 als Besitz des Przibislaus de Obrowycze. Im Ort bestand ein mittelalterlicher Herrensitz, zu dem nichts näheres überliefert ist; er wird in älterer Literatur als Stammsitz des Edelknechtsgeschlechtes Bobrovec von Bobrovic angesehen. Zwischen 1420 und 1434 gehörte das Gut dem Petrus Obrowecz, der auch das Prädikat von Baworow gebrauchte. Danach wurde Obrowicz zunächst der Herrschaft Mašťov (Maschau) und in der Mitte des 15. Jahrhunderts dem Gut Vintířov (Winteritz) zugeschlagen. Ab 1467 gehörte Obrowicz erneut zur Herrschaft Maschau. Im Jahre 1531 wurde das Dorf als Baworowu ves bezeichnet. Beneš Kolowrat-Mašťovský verkaufte das Dorf Vávrova 1542 an den Besitzer des Gutes Tureč (Turtsch), Niklas von Schirnding. Dessen Söhne teilten 1570 das Erbe, wobei Adalbert das Gut Tureč mit Vávrova erhielt. Um 1595 vererbte Adalbert von Schirnding das Gut Tureč seinen beiden Brüdern; wobei der eine das Dorf Vávrova und der andere das Dorf Tureč erhielt. Die Feste Tureč besaßen beide hälftig. Zu Beginn des 17. Jahrhunderts wurde Johann Bartholomäus von Schirnding Besitzer von Tureč mit Vávrova. Er verlor nach der Schlacht am Weißen Berg wegen Beteiligung am Ständeaufstand von 1618 seine Güter. Das konfiszierte Gut Turtsch mit Wobory verkaufte die Böhmische Kammer 1623 an den kurbayerischen Obristen Gottfried Hübner, der es im Jahr darauf an Balthasar de Cicognia veräußerte. 1631 erwarb Florian Dietrich von Sahr das Gut Turtsch; wenig später verkaufte er es zusammen mit den Gütern Zuscha (Sušany), Schießglock (Třískolupy) und Morawes (Moravěves) an den Besitzer der Herrschaft Ploscha, Paul Michna von Waitzenau. In der berní rula von 1654 sind für Woborn sieben Bauern, ein Gärtner und vier Chalupner aufgeführt. 1659 wurden Turtsch und Woborn wieder von Ploscha abgetrennt und als eigenständiges Gut an die Besitzerin des Gutes Libotitz, Susanna Smyslovská, verkauft. Die Witwe von Wallensteins Leibarzt Justus Stroporius von Marsfeld überlebte auch ihren zweiten Mann Adam Smyslovský von Radvanov und vermachte 1668 ihre Güter dem Orden der Unbeschuhten Karmeliten von Maria vom Siege auf der Prager Kleinseite, dem ihr Sohn beigetreten war. Im Jahre 1787 bestand das Dorf Wobern aus 22 Anwesen. Südwestlich des Dorfes lag ein Säuerling. Im Zuge der Josephinischen Reformen wurde 1786 der Karmelitenorden aufgehoben und seine Güter dem Religionsfonds übereignet, von dem Adalbert Mladota von Solopisk 1808 die Herrschaft Libotitz mit Turtsch kaufte und an seine Herrschaft Maschau anschloss. Gabriela von Dietrichstein, geborene Wratislaw von Mitrowitz, die die Herrschaft Maschau 1838 gekauft hatte, veräußerte sie 1845 an Eugen Czernin von und zu Chudenitz.
Im Jahre 1845 bestand das im Saazer Kreis gelegene Dorf Wobern bzw. Wobora aus 26 Häusern mit 149 deutschsprachigen Einwohnern. Im Ort gab es eine öffentliche Kapelle, einen herrschaftlichen Meierhof, eine herrschaftliche Schäferei, zwei Mühlen und eine Brettsäge. Gepfarrt war das Dorf nach Turtsch. Bis zur Mitte des 19. Jahrhunderts blieb Wobern der Herrschaft Maschau untertänig.
Nach der Aufhebung der Patrimonialherrschaften bildete Wobern / Obrovice ab 1850 eine Gemeinde im Gerichtsbezirk Duppau. 1868 wurde Wobern zum Ortsteil der Gemeinde Turtsch im Bezirk Kaaden. Im Jahre 1869 bestand das Dorf aus 26 Häusern und hatte 163 Einwohner. Im Jahre 1900 hatte Wobern 186 Einwohner, 1910 waren es 163. Mit der 1902 eröffneten Bahnstrecke Radonitz-Duppau erhielt Wobern einen Anschluss an das Eisenbahnnetz; die Bahnstation Sauerbrunn-Wobern lag nördlich des Dorfes auf der anderen Seite der Aubach und war fußläufig in 10 Minuten zu erreichen. Zu Beginn des 20. Jahrhunderts versuchte der Gastwirt Zahn, den zwar lange bekannten aber wenig renommierten Woberner Sauerbrunnen zu vermarkten. Er ließ bei der einen knappen Kilometer südwestlich von Wobern und gegenüber von Sebeltitz gelegenen Mineralquelle ein Gasthaus errichten und begann mit der Fassung des Mineralwassers. Zahns mit einem Kredit der Sparkasse Preßnitz finanziertes Unternehmen erbrachte jedoch nicht den erhofften Gewinn. Nach dem Konkurs des Unternehmens fiel der Sauerbrunnen der Sparkasse zu, die ihn 1908 an Heinrich Mattoni verkaufte. Das Unternehmen Mattoni ließ in Sauerbrunn eine Trinkhalle errichten. 1914 hatte das aus 35 Häusern bestehende Dorf 194 überwiegend deutschsprachige Einwohner, in Wobern lebten 15 Tschechen und sechs Juden. Im Ort gab es sieben größere Bauernhöfe, zwei Wirtshäuser, einen Krämer, eine Trafik, einen Metzger, einen Schmied, einen Schuster, einen Schreiner und einen Glaser; der Meierhof war verpachtet. Die Wasserkraft der Aubach trieb zwei Mühlen an; 600 m bachaufwärts lag die Neumühle (Nový mlýn) und 400 m bachabwärts die Untere Mühle (Dolní mlýn) mit einem Sägewerk. Der Schulunterricht erfolgte in Böhmisch Rust.
Nach dem Ersten Weltkrieg zerfiel der Vielvölkerstaat Österreich-Ungarn, das Dorf wurde 1918 Teil der neu gebildeten Tschechoslowakischen Republik. Beim Zensus von 1921 lebten in den 36 Häusern des Dorfes 169 Personen, davon 161 Deutsche und 2 Tschechen. 1923 löste sich Wobern wieder von Turtsch los und bildete eine eigene Gemeinde mit einer Katastralfläche von 332 ha, zu der die Einschicht Sauerbrunn (Kyselka) gehörte. 1930 lebten in den 35 Häusern von Wobern 164 Personen. Nach dem Münchner Abkommen wurde Wobern im Oktober 1938 dem Deutschen Reich zugeschlagen und gehörte bis 1945 zum Landkreis Kaaden. 1939 hatte die Gemeinde 153 Einwohner. Nach dem Ende des Zweiten Weltkrieges kam Obrovice zur wiedererrichteten Tschechoslowakei zurück. Nach der Aussiedlung der meisten deutschen Bewohner wurde Obrovice mit Tschechen wiederbesiedelt. 1947 hatte das Dorf 95 Einwohner. Im Jahre 1950 lebten in den 35 Häusern von Obrovice 68 Personen.
Im Zuge der Errichtung des Truppenübungsplatzes Hradiště wurde Obrovice zum 15. Mai 1954 erneut abgesiedelt und in das Militärgebiet eingegliedert. Der öffentliche Bahnverkehr zwischen Kadaňský Rohozec und Doupov wurde bereits am 30. April 1954 eingestellt. Auf der Bahnstrecke Doupov-Kadaňský Rohozec erfolgten danach nur noch militärische Transporte; in den 1970er Jahren wurden die Gleise abgebaut. Bei der Gebietsreform von 1960 wurde der Truppenübungsplatz dem Okres Karlovy Vary zugeordnet. Der rechts der Liboc gestandene alte Dorfkern von Obrovice wurde vollständig abgebrochen; erhalten blieben nur drei Häuser links des Baches an der ehemaligen Bahnstation, die von Beschäftigten des Militärforstes bewohnt wurden. Der Forstbetrieb Klášterec nad Ohří betreibt in Obrovice eine Baumschule und seit 2002 einen Kirschsamengarten. Beim Zensus von 2001 bestand Obrovice aus zwei Wohnhäusern und hatte neun Einwohner. 2011 lebten in den drei Häusern des Dorfes wiederum neun Personen.
Bei der Verkleinerung des Truppenübungsplatzes wurde Obrovice zu Beginn des Jahres 2016 mit einer stark reduzierten Katastralfläche aus dem Militärgebiet ausgegliedert und der Gemeinde Radonice im Okres Chomutov zugeordnet.

## Ortsgliederung
Der Ortsteil Obrovice den Katastralbezirk Radonice u Hradiště.

## Ehemalige Denkmale
- Wallfahrtskapelle Gegeißelter Heiland (kaple Bičování Krista), sie stand einen reichlichen Kilometer nordwestlich des Dorfes über dem Weg nach Žďár am Hügel U kaple.  Das 1766 errichtete, ursprünglich spätbarocke Bauwerk wurde 1856 im pseudogotischen Stil umgestaltet. Nach 1954 wurde die Kapelle beseitigt.[6]
- Hemmstein, östlich des erloschenen Dorf am Weg nach Kadaňský Rohozec.  Der aus dem Anfang des 16. Jahrhunderts stammende Stein verschwand nach 1954, er wurde wahrscheinlich zerstört.[7]